# Prethopalpus infernalis
Espèce
Synonymes
- Camptoscaphiella infernalis Harvey & Edward, 2007

Prethopalpus infernalis est une espèce d'araignées aranéomorphes de la famille des Oonopidae.

## Distribution
Cette espèce est endémique du Gascoyne en Australie-Occidentale. Elle se rencontre à 31 m de profondeur dans le calcaire d'Exmouth dans la chaîne du Cap.

## Description
Le mâle décrit par Baehr, Harvey, Burger et Thoma en 2012 mesure 1,19 mm. Cette espèce est anophtalme par adaptation à la vie troglobie.

## Publication originale
- Harvey & Edward, 2007 : Three new species of cavernicolous goblin spiders (Araneae, Oonopidae) from Australia. Records of the Western Australian Museum, vol. 24, no 1, p. 9-17 (texte intégral).